# Nothoscordum leptogynum
Nothoscordum leptogynum är en amaryllisväxtart som beskrevs av Pierfelice Ravenna. Nothoscordum leptogynum ingår i släktet vaniljlökar, och familjen amaryllisväxter. Inga underarter finns listade i Catalogue of Life.